# Демонстрация против расширения болгарской зоны оккупации
Демонстрация против расширения болгарской зоны оккупации (греч. Διαδήλωση κατά της επέκτασης της βουλγαρικής κατοχής) — серия протестных выступлений населения Греции против расширения болгарской зоны оккупации, прокатившихся по Греции в июле 1943 года и завершившихся массовой демонстрацией в Афинах. Заметное событие в истории греческого Сопротивления в годы Второй мировой войны.

## Предыстория
После того, как греческая армия в 1940 году отбила агрессию фашистской Италии и перенесла военные действия на территорию Албании, 6 апреля 1941 года на помощь своим итальянским союзникам пришла нацистская Германия. 20 апреля 1941 года, в соответствии с соглашением между Германией, Италией и правительством Болгарии, части болгарской армии без объявления войны пересекли границу с Грецией. В результате операции «Марита» Греция была разделена на три зоны оккупации — германскую, итальянскую и болгарскую.

## Болгарская зона оккупации
Болгарская армия (не принимавшая участия в собственно боевых действиях) заняла предоставленный ей немцами греческий регион Восточная Македония и Фракия, кроме оставшейся под немецким контролем приграничной  с Турцией полосы нома Эврос. Площадь региона составляла 13 тыс. кв. км, его греческое население составляло 765 тыс. человек.
Следуя идеологии «Великой Болгарии», болгарское правительство решило, что ему предоставилась возможность получить реванш за поражения во Второй Балканской и Первой мировой войнах. Поставив своей целью присоединения региона к Болгарии, болгарское правительство и армия проводили политику репрессий против греческого населения на всех уровнях, включая закрытие греческих школ и изгнание греческого духовенства.
Преждевременное и плохо организованное восстание, организованное греческими коммунистами в городах Драма и Доксато и окружающих сёлах в сентябре 1941 года, послужило поводом к проведению кровавого террора со стороны болгарских оккупационных властей.
Последовал беспрецедентный исход греческого населения из болгарской зоны оккупации в немецкую, который греческий писатель Илиас Венезис отразил в своей ставшей классической книге «Исход» (греч. Έξοδος).
До конца 1941 года из региона бежали более 100 тысяч греков и одновременно проводилось его заселение болгарами.

## Попытка расширить болгарскую зону оккупации
На всём протяжении войны греческое движение сопротивления сковывало 10 немецких дивизий в континентальной Греции (140 тыс. человек) плюс немецкие силы на Крите и других островах, а также 250 тыс. итальянцев (11-я армия (Италия)).
Необходимость освобождения боевых частей для отправки на Восточный и другие фронты вынудила германское командование предоставить возможность своим болгарским союзникам расширить зону оккупации на греческие регионы Центральная Македония и Западная Македония.
При этом германское командование, осознавая исторически сложившиеся, в отличие от дружественных греко-сербских отношений, недружественные греко-болгарские отношения (в докладе офицера Вермахта Венде упоминаются «ненавистные болгары»), пыталось успокоить своего греческого «квислинга» Иоанниса Раллиса. После того как Раллис заявил, что подаст в отставку в случае передачи македонской столицы, города Салоники, болгарам, наместник Рейха в оккупированной Греции Гюнтер Альтенбург заявил ему: «Эти меры ни в коем случае не принимаются по политическим причинам, но чисто из военных соображений рационального использования немецких сил, таким образом эта сделка не ставит своей целью нарушить греческое господство в Македонии».

## «Столица европейского Сопротивления»
Греческое Сопротивление, кроме Народно-освободительной армии (ЭЛАС) и других вооружённых формирований, было представлено также более широким гражданским Освободительным Фронтом (ЭАМ). После ряда акций, проведённых ЭАМ, не имевших прецедентов в других оккупированных столицах, французский писатель Роже Милльекс заявил, что Афины являлись «столицей европейского Сопротивления»:
- с 23 февраля 1943 года по всей Греции прошли демонстрации против намеченной гражданской мобилизации и отправки в Германию 90 тысяч греческих рабочих. Кульминацией стала демонстрация 7 марта в Афинах, когда 300 тысяч афинян вышли на улицы и после столкновений с немцами и итальянцами заняли Министерство труда и сожгли списки[какие?]. Несколько десятков демонстрантов были убиты и сотни ранены, но гражданская мобилизация была сорвана.
- 25 марта 1943 года 250—300 тысяч афинян вышли на улицы в годовщину Национальной революции 1821 года. В столкновениях с оккупантами погибли 32 демонстранта и 180 были ранены.
- 25 июня 1943 года, после очередного массового расстрела 106 заключённых в Курново, 100 тысяч демонстрантов заняли центр Афин. В столкновениях с оккупантами были убиты 40 демонстрантов и 250 были ранены[18].

## В преддверии демонстрации в Афинах
7 июля 1943 года своей листовкой ЭАМ информировал греческий народ о угрозе, нависшей над Македонией. «Вся Македония предоставляется болгарским зверствам… Болгарская армия развёртывается восточнее реки Аксиос. Сотням тысяч греков — трети греческого населения — в этом углу греческой земли, политой кровью, угрожает истребление. Гонения и массовая резня распространятся на всю Македонию… Дрожа от роста партизанских сил, гитлерофашистский зверь, не располагая достаточными силами противостоять партизанам, пускает на Грецию болгарские орды, отдаёт всю Македонию на истребление звериному империализму».
Начало демонстрациям положила столица Македонии, город Салоники, 10 июля. В тот же день всеобщая забастовка и демонстрация охватили Килкис.
С 11 июля волна демонстраций и забастовок охватила македонские города Лангадас, Эдеса, Науса, Верия, Аридеа, Янница, Флорина, Птолемаида, Козани, а также города Лариса, Волос, Кардица и другие. ЭАМ готовился к решающему выступлению в столице. Оккупационные власти запретили любые выступления.

## Срыв расширения болгарской зоны
Вся подпольная сеть ЭАМ была приведена в движение.
В четверг 22 июля 1943 года в 5:30 утра зазвенели колокола во всех церквях греческой столицы.
Забастовка была всеобщей. Несмотря на запрет, в 8:30 от 300 до 500 тысяч (по разным источникам) демонстрантов вышли на улицы и заняли центр города вокруг офиса Раллиса и болгарского посольства.
Сначала оккупационные власти использовали для разгона демонстрации итальянскую кавалерию. После того как итальянцы не осилили демонстрантов, против них пошли немецкие танки. Вставшая перед головным танком, 18-летняя Панайота Статопулу была скошена пулемётной очередью. 19-летняя Кула Лили, забравшаяся на танк, снявшая обувь и бившая каблуком по высунувшейся из башни голове танкиста, была убита автоматной очередью. В непрекращающихся столкновениях было убито 53 демонстрантов, более 200 были ранены и более 500 были арестованы и отправлены в тюрьмы. Однако оккупационные власти осознали, что события ведут к общенациональному взрыву и вовлечению в Сопротивление и антикоммунистических слоёв, отказывавшихся до того сотрудничать по этой причине с ЭАМ-ЭЛАС.
Расширение болгарской зоны оккупации и высвобождение германских сил были сорваны.

## Последствия
Борьба против греческих партизан и в Западной и Центральной Македонии осталась за немецкими войсками. В Центральной Македонии, не удовлетворив и здесь болгарские амбиции и сохраняя свой контроль, германское командование, однако, использовало болгарские части в карательных операциях в смежных областях Килкис и полуострова Халкидики.
После последовавшего сразу после этих событий выхода Италии из войны незначительная часть итальянских соединений продолжила войну на стороне Германии. Большая часть итальянцев сдалась немцам и была интернирована. Некоторые части были истреблены немцами (см. Бойня дивизии Акви) либо сдались греческим партизанам (см. Разоружение дивизии Пинероло).
В результате, не пытаясь более высвободить войска за счёт расширения болгарской зоны, германское командование было вынуждено перебросить в Грецию немецкие части из других европейских стран, в частности из Польши.
Одновременно германское командование пыталось также частично решить проблему за счёт переброски в Грецию частей из немецких штрафников (Штрафная дивизия 999), а также «иностранных» соединений — такие, как батальон особого назначения «Бергманн», Арабский легион «Свободная Арабия» и других.